# Chuit
Chuit es una isla del sur de Chile que se encuentra en el archipiélago de Chiloé, Región de Los Lagos. Pertenece a la comuna de Chaitén, aunque ha estado ligada histórica y culturalmente a la provincia de Chiloé. Tiene una población, al 2017, de 93 habitantes, lo que la hace la isla con mayor densidad de población del grupo Desertores.

## Historia
Por lo menos desde fines del siglo XVIII, según el mapa de José de Moraleda, la isla era conocida como «Chuil». Otros nombres por lo que era conocida a mediados del siglo XIX eran «Chiud» y «Chiul».
Junto con las demás islas del grupo Desertores, Chuit recién comenzó a ser habitada de manera permanente hacia fines del siglo XIX. En 1885 fue incorporada a la división política administrativa existente como distrito N.° 4 de la 6.a subdelegación del departamento de Quinchao, y en 1891 pasó a ser parte de la recién creada comuna de Quenac.
Según el censo de 1920, la isla tenía en ese año 154 habitantes: 74 hombres y 80 mujeres.
Con la disolución de la comuna de Quenac, en 1928 pasó a integrar la comuna de Achao. En 1979, durante el proceso de regionalización impulsado por la dictadura militar, pasó a depender de la comuna de Chaitén, como parte de la recién creada provincia de Palena. 

## Descripción
Tiene una superficie de 3,2 km² y se localiza al este de isla Chaulinec, separada del resto del archipiélago por el canal Apiao. Dentro del grupo Desertores se encuentra al NO de isla Talcán, aunque está más próxima a Imerquiña. Cuenta con dos sectores: Playa Baja y Caracol, este último en la zona alta de la isla, a unos 50 m s. n. m.; al sur de la isla existe una larga y angosta punta de arena.
La economía de la isla se basa principalmente en la agricultura de subsistencia, recolección de algas y pesca artesanal. Otros oficios también, con menor participación, son el buceo, la carpintería y la carpintería de ribera.

## Servicios
La isla cuenta con iglesia, posta y escuela rural; también tiene un muelle para embarque y desembarque de pasajeros y la oficina de la empresa eléctrica que abastece de energía las 24 horas del día —desde 2014 mediante turbinas eólicas y generadores diésel— a todo el grupo Desertores.
Los vecinos de la isla, al igual que en otras del archipiélago, no cuentan con agua potable y solo se abastecen de pozos. En verano se han visto afectados por sequía.

## Conectividad
Existe un servicio de lancha de pasajeros y carga subsidiado que realiza la ruta Desertores-Achao cuatro veces al mes. Parte los lunes y regresa los martes. Chuit es la primera o última parada según el sentido del viaje, y se encuentra a tres horas de navegacióón de Achao.
Además existe un servicio con destino a Chaitén, tres veces al mes. Sale los miércoles y regresa al día siguiente. Tiene como punto de partida y término la isla Chulín, por lo que Chuit también es la primera o última parada después de salir o antes de llegar a destino.